# Broch im West Burra Firth

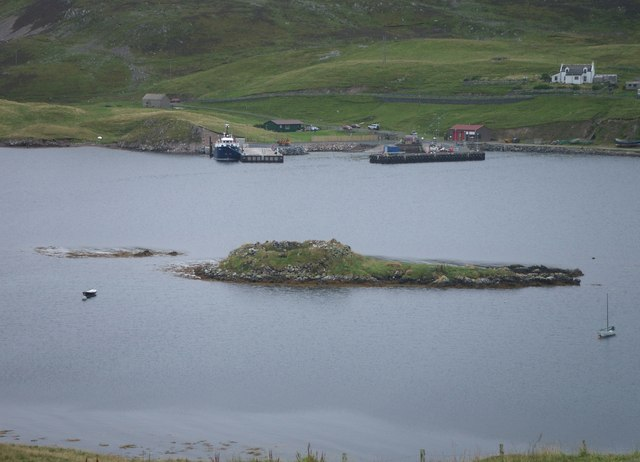
Der Broch im West Burra Firth

Der Broch im West Burra Firth (auch Broch of West Burrafirth) ist ein eisenzeitlicher Broch auf Holm von Hebrista, einer kleinen niedrigen Felseninsel in einem Fjord der Shetlandinsel Mainland in Schottland. Der nordische Name des Fjordes war Borgarfjörð, der „Fjord der Burg“. Der Name Borgarfiord erscheint erstmals in einem Dokument in nordischer Sprache, datiert von 1299. Der Damm, der die Insel und das Ufer einst permanent verband, bestand aus einer Steinreihe nach Art einer Clapper bridge, ist aber kaum mehr erkennbar. 
Der Broch, der nach Ansicht von Euan Wallace MacKie (1936–2020) aus dem 1. Jahrhundert n. Chr. stammt, ist in einem schlechten Zustand. Der Durchmesser beträgt etwa 17,5 m und die Wände sind durchschnittlich 4,5 m dick. Ein Großteil des Grundrisses ist noch erkennbar, aber viele Details werden von heruntergefallenem Mauermaterial verdeckt. Die Außenfläche auf der Nordostseite ist zusammengebrochen, aber im Süden stehen noch acht oder neun Steinlagen an. 
Der Zugang ist mit Steinen blockiert, aber der Sturz über dem inneren Ende ist noch vorhanden. Es scheint zwei Wächterzellen (englisch guard-cells) auf beiden Seiten im Zugang gegeben zu haben. Im Inneren sind vier Wandzellen zu erkennen, von denen zwei hantelförmig sind, mit kurzen Passagen zwischen den beiden Hälften.
Die Archäologische Kommission hat Zweifel an einer unmittelbaren Verbindung zwischen dem Broch und dem am Ufer befindlichen Cairn, wie sie Euan Wallace MacKie (geb. 1936) postuliert. 
Der Broch soll die Heimat des Wikingers Thorbjörn gewesen sein, der zur Zeit von Hákon Pállsson und Magnús Erlendsson, den Jarls der Orkney von 1105 bis 1115, lebte und hier getötet wurde.